# Tiralínies

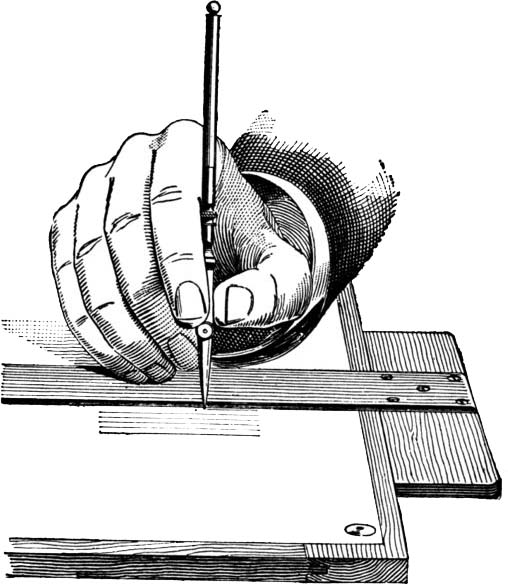
A Textbook on Ornamental Design

El tiralínies és un instrument de dibuix utilitzat per traçar línies amb tinta o amb altres fluids de dibuix. Permet dibuixar, línies rectes o corbes de gruix constant i ajustable manualment mitjançant un cargol. El cargol d'ajust pot tenir opcionalment un dial numèric.
Originàriament utilitzat per a dibuix tècnic en enginyeria i cartografia juntament amb regles rectes i corbes franceses, avui s'utilitza per a usos específics, com ara l'enquadrament d'imatges o la cal·ligrafia.

## Descripció

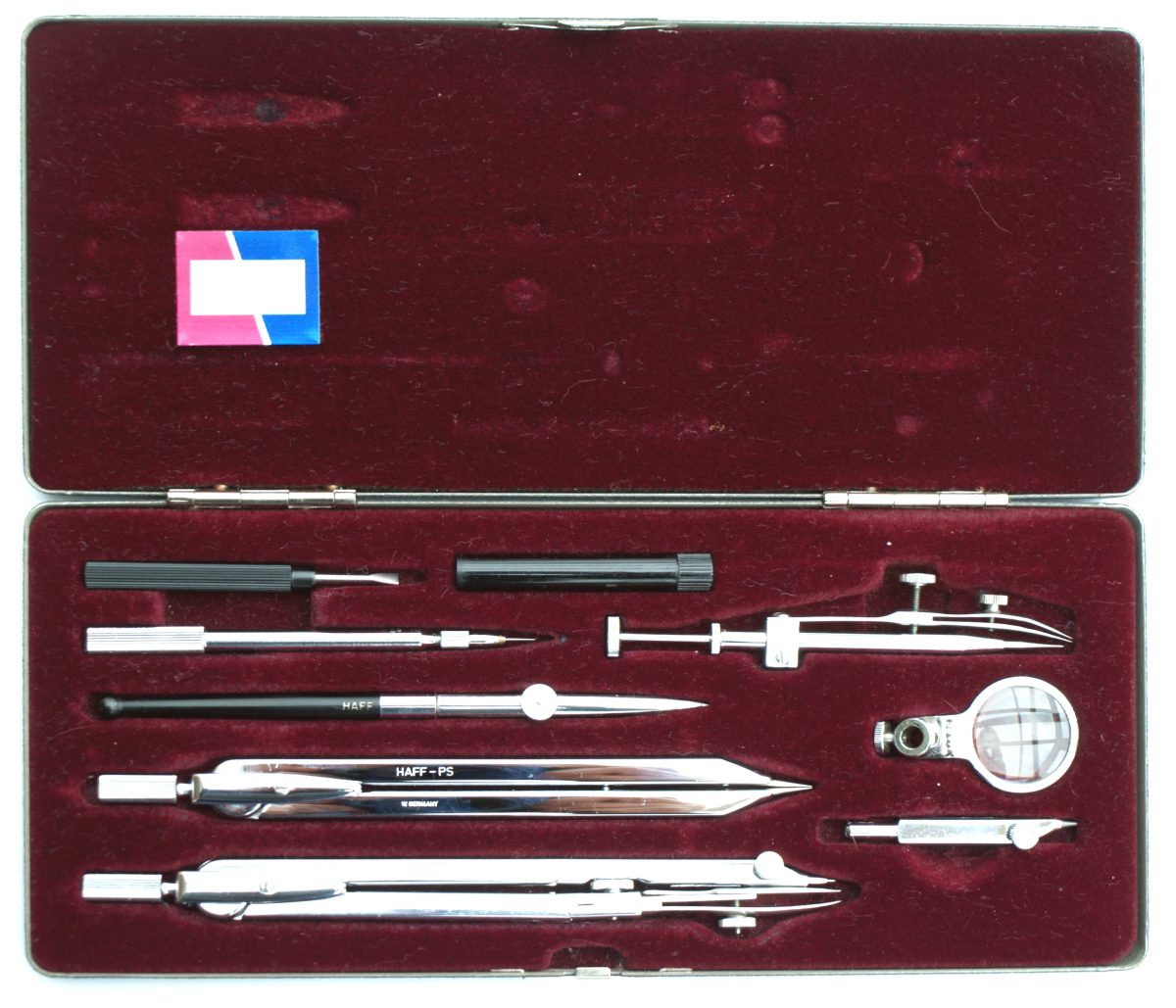
Caixa de dibuix tècnic, que inclou: compàs, bigotera, tiralínies i altri

Consta de dues branques metàl·liques paral·leles, de forma afilada, planes a la seva cara interior, subjectes a la part posterior per una connexió elàstica i cap al seu mig per un cargol de regulació. Aquest conjunt s'allarga mitjançant un mànec de fusta, plàstic o metall, o fins i tot d'os o marfil, que permet subjectar-lo còmodament entre els dits.
Consta de dues branques metàl·liques paral·leles, de forma afilada, planes a la seva cara interior, subjectes a la part posterior per una connexió elàstica i cap al seu mig per un cargol de regulació. Aquest conjunt s'allarga mitjançant un mànec de fusta, plàstic o metall, o fins i tot d'os o marfil, que permet subjectar-lo còmodament entre els dits.
En girar el cargol d'ajust, els extrems de les branques s'apropen o s'allunyen, cosa que permet establir el gruix de la línia desitjada. Entre les dues branques s'hi col·loca tinta (la majoria de les vegades tinta xinesa) o color líquid (guaix o acrílic adequadament diluït) mitjançant una pipeta, un pinzell o dipòsits dissenyats i comercialitzats omplerts per facilitar aquesta operació. Molt sovint es dibuixa seguint la vora d'un regle o d'un quadrat, o possiblement d'una pistola (per dibuixar línies corbes).
Amagatzema tinta en una ranura entre dues mordasses metàl·liques flexibles, que s'afilen fins a un punt. Permet una representació precisa de línies molt fines. L'amplada de la línia es pot ajustar mitjançant un cargol d'ajust que connecta les mordasses.

## Història

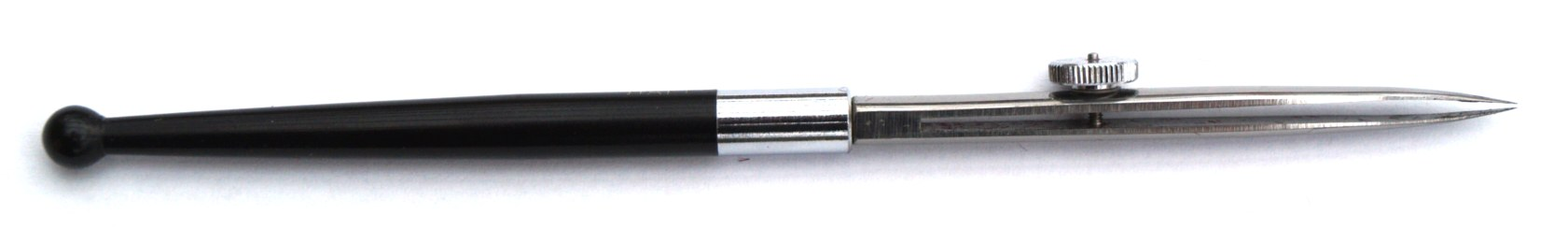
tiralínies de cartògraf

El tiralínies s'ha utilitzat en dibuix tècnic i industrial, en dibuix arquitectònic i en totes les disciplines artístiques que requereixen traços rigorosament rectilinis o circulars. S'ha suplantat en els camps tècnics per tiralínies de punta tubular, amb un gruix de línia normalitzat, que donen pas al dibuix digital informatitzat o al dibuix assistit per ordinador . No obstant això, segueix sent insubstituïble per la varietat de tintes i pintures per a les quals es pot utilitzar. Per exemple, us permet dibuixar una línia blanca i després una línia daurada de gruix constant sobre un suport negre.
A la Unió Soviètica, els tiralínies eren àmpliament utilitzats per les dones per a la depilació de les celles, s'utilitzaven com a pinces.